# Albrecht Kittler
Albrecht Kittler (* 1968 in Görlitz) ist ein deutscher Sachbuchautor (Alpinistik/Klettern), der selbst seit den 1980er-Jahren als Bergsteiger (Kaukasus/Pamir/Alpen) und Kletterer aktiv ist. Nach Schulabschluss 1985 in Herrnhut und einer Berufsausbildung zum Schriftsetzer 1985–1987 in Dresden erlangte Kittler 1989 die Hochschulreife auf dem Zweiten Bildungsweg. 1989/90 leistete er seinen Wehrersatzdienst.
Ab 1990 studierte er Polygrafische Technik an der Technischen Hochschule Leipzig und erwarb dort 1995 den Grad eines Diplomingenieurs. Von 1995 bis 2003 gehörte er zum Management der Union Druckerei Dresden GmbH, zuletzt als Geschäftsführer. 2004 wechselte er zur Online-Druckerei SAXOPRINT GmbH in Dresden. Seit Ende 2009 ist Kittler Geschäftsführer der Textildruckerei Abraham Dürninger & Co. GmbH in Herrnhut.
Kittler veröffentlichte ab den 1990er-Jahren Beiträge zum Thema Alpinismus und Geschichte des Bergsteigens in Publikationen verschiedener Fachverlage. Seit 1997 brachte er in rascher Folge mehrere Sachbücher im Eigenverlag heraus, insbesondere den mehrteiligen Kletterführer für die Böhmische Schweiz und eine Biografie über Rudolf Kauschka.
Als Mitglied im Sächsischen Bergsteigerbund e.V., Sektion des Deutschen Alpenvereins (DAV) engagiert er sich ehrenamtlich in verschiedenen Gremien (Vorstand 1999–2000 und 2005–2007 / Leitung Archiv seit 1997) und in der Interessengemeinschaft Sächsische Bergsteigergeschichte. Bei letzterer verantwortet er seit 1995 redaktionell die Herausgabe der halbjährlichen Publikationen. Weiterhin ist er Mitglied in der Sektion Reichenberg des Österreichischen Alpenvereins.
Kittler ist verheiratet und hat zwei erwachsene Kinder.

## Veröffentlichungen (Auswahl)
- Kletterführer Böhmische Schweiz, Bände 1 bis 3, Eigenverlag, Naundorf 1997–2000
- Fritz Wiessner: 1900–1988 (gemeinsam mit Gottfried Andreas), Sächsischer Bergsteigerbund, Dresden 2000
- Wanderführer/Kletterführer Kummergebirge/Daubaer Schweiz, Eigenverlag, Dresden 2003
- Album starých pohlednic - Českosaské Švýcarsko (gemeinsam mit Jiří Čunát). Graphis, Liberec 2003, ISBN 80-239-0756-5
- Kletterführer Böhmische Schweiz: Tyssaer Wände/Raiza, Eigenverlag, Dresden 2007
- Kletterführer Böhmische Schweiz: An der Wand/Eiland/Schneeberg/Biela, Eigenverlag, Dresden 2008
- Rudolf Kauschka (1883 - 1960). Eine biographische Studie über den kletternden Lyriker des Isergebirges, den Rodelmeister und Alpinisten, Eigenverlag, Dresden 2008
- Kletterführer Böhmische Schweiz: Elbtal, Eigenverlag, Dresden 2009
- Quo vadis Sächsische Schweiz: aktuelle „Denkschriften“ im historischen Kontext betrachtet (Redaktion gemeinsam mit Hans Pankotsch). Interessengemeinschaft Sächsische Bergsteigergeschichte, Dresden 2012.